# NGC 1342
NGC 1242 is een open sterrenhoop in het sterrenbeeld Perseus. Het hemelobject werd op 28 december 1799 ontdekt door de Duits-Britse astronoom William Herschel.

## Synoniemen
- OCL 401